# Achille Varzi
Achille Varzi, italijanski dirkač, * 8. avgust 1904, Galliate, Italija, † 1. julij 1948, Bremgarten bei Bern, Švica. 
Achille Varzi je pokojni italijanski dirkač, ki je dosegel triintrideset zmag na pomembnejših evropskih dirkah za Veliko nagrado, nastopil je na 139-ih dirkah. Med treningom pred Veliko nagrado Švice 1948 se je v rahlem dežju smrtno ponesrečil.

## Kariera
Achille Varzi se je rodil 8. avgusta 1904 v italijanskem mestu Galliate kot sin lastnika tekstilne tovarne. Kariero je začel na motociklističnih dirkah, v sezoni 1928 pa je začel dirkati na Velikih nagradah. Začel je z dirkalnikom Bugatti Type 35, toda hitro je prešel na Alfo Romeo, s katerim je dosegel v sezoni 1929 že kar pet zmag na italijanskih dirkah, Velika nagrada Alessandrie, Coppa Acerbo, Velika nagrada Rima, Coppa Ciano in Velika nagrada Monze. Za sezono 1930 je Varzi pridobil relativno novega Maseratija, s katerim je zmagal na dirkah Velika nagrada Alessandrie, Targa Florio, Coppa Acerbo, Velika nagrada Monze in Velika nagrada San Sebastiána, njegova prva zmaga izven Italije. 
Ponovno z Bugattijem je Varzi v naslednji sezoni 1931 dosegel svoj dotedanji največji uspeh kariere z zmago na prvenstveni dirki za Veliko nagrado Francije, kjer je dirkal skupaj s slovitim Louisom Chironom, ob tem pa je dosegel zmage še na neprvenstvenih dirkah Velika nagrada Tunisa in Velika nagrada Alessandrie. V sezoni 1932 je zmagal le na dirki za Veliko nagrado Tunisa, v sezoni 1933 pa na dirki ranga Grandes Épreuves za Veliko nagrado Monaka ter dirkah Velika nagrada Tripolija in Avusrennen. Z dirkalnikom Alfa Romeo P3 je Varzi v sezoni 1934 dosegel šest zmag na dirkah Velika nagrada Alessandrie, Velika nagrada Tripolija, Targa Florio, Velika nagrada Penya Rhina, Coppa Ciano in Velika nagrada Nice, toda na nobeni od najpomembnejših dirk sezone. 
Pred sezoni 1935 je prestopil v Auto Union in dosegel zmagi na dirkah Velika nagrada Tunisa in Coppa Acerbo. V naslednji sezoni 1936 je dosegel dve drugi mesti na prvenstvenih dirkah za Veliko nagrado Monaka in Veliko nagrado Švice, edino zmago pa je dosegel na dirki za Veliko nagrado Tripolija, kjer je zmagal že tretjič z dirkalniki različnih proizvajalcev. V sezoni 1938 pa se je zaradi odvisnosti od morfija in težav po aferi s Pietschovo ženo popolnoma umaknil iz dirkaškega sveta. Naslednje leto je izbruhnila druga svetovna vojna in prekinila dirkanje v Evropi. 
Med vojno je Varzi premagal svojo odvisnost in si našel ženo Normo Colomba. Po koncu vojne pa mu je v starosti 42-ih uspela zavidanja vredna vrnitev s tremi zmagami v sezoni 1947, na dirkah za Veliko nagrado Rosaria, Veliko nagrado Interlagosa in Veliko nagrado Barija. Toda med prostim treningom na dirki za Veliko nagrado Švice v naslednji sezoni 1948 se je smrtno ponesrečil v rahlem dežju na dirkališču Bremgarten. Na spolzkem dirkališču je prevrnilo njegov dirkalnik, ki ga je pokopal pod sabo. FIA je zaradi te nesreče predpisala obvezno dirkanje s čelado, kar je bilo do tedaj le priporočljivo.

## Pomembnejše zmage
- Avusrennen 1933
- Coppa Acerbo 1930, 1935
- Coppa Ciano 1929, 1934
- Velika nagrada Francije 1931
- Velika nagrada Monze 1929, 1930
- Velika nagrada Nice 1934
- Velika nagrada Valentina 1946
- Mille Miglia 1934
- Velika nagrada Monaka 1933
- Velika nagrada Penya Rhina 1934
- Targa Florio 1930, 1934
- Velika nagrada Sanrema 1937
- Velika nagrada Španije 1930
- Velika nagrada Tripolija 1933, 1934, 1936
- Velika nagrada Tunisa, 1931, 1932

## Evropsko avtomobilistično prvenstvo
(legenda) (odebeljene dirke pomenijo najboljši štartni položaj)
| Leto | Moštvo         | Tovarna    | 1       | 2       | 3       | 4       | 5       | Prv | Toč |
| ---- | -------------- | ---------- | ------- | ------- | ------- | ------- | ------- | --- | --- |
| 1931 | Usines Bugatti | Bugatti    | ITA Ret | FRA 1   | BEL Ret |         |         | 4=  | 12  |
| 1932 | Ettore Bugatti | Bugatti    | ITA Ret | FRA Ret | NEM     |         |         | 16= | 21  |
| 1935 | Auto Union     | Auto Union | BEL     | NEM 8   | ŠVI 4   | ITA Ret | ŠPA Ret | 8   | 27  |
| 1936 | Auto Union     | Auto Union | MON 2   | NEM     | ŠVI 2   | ITA Ret |         | 4   | 19  |
| 1937 | Auto Union     | Auto Union | BEL     | NEM     | MON     | ŠVI     | ITA 6   | 20= | 36  |